# Adelheidstraße 9 (Quedlinburg)

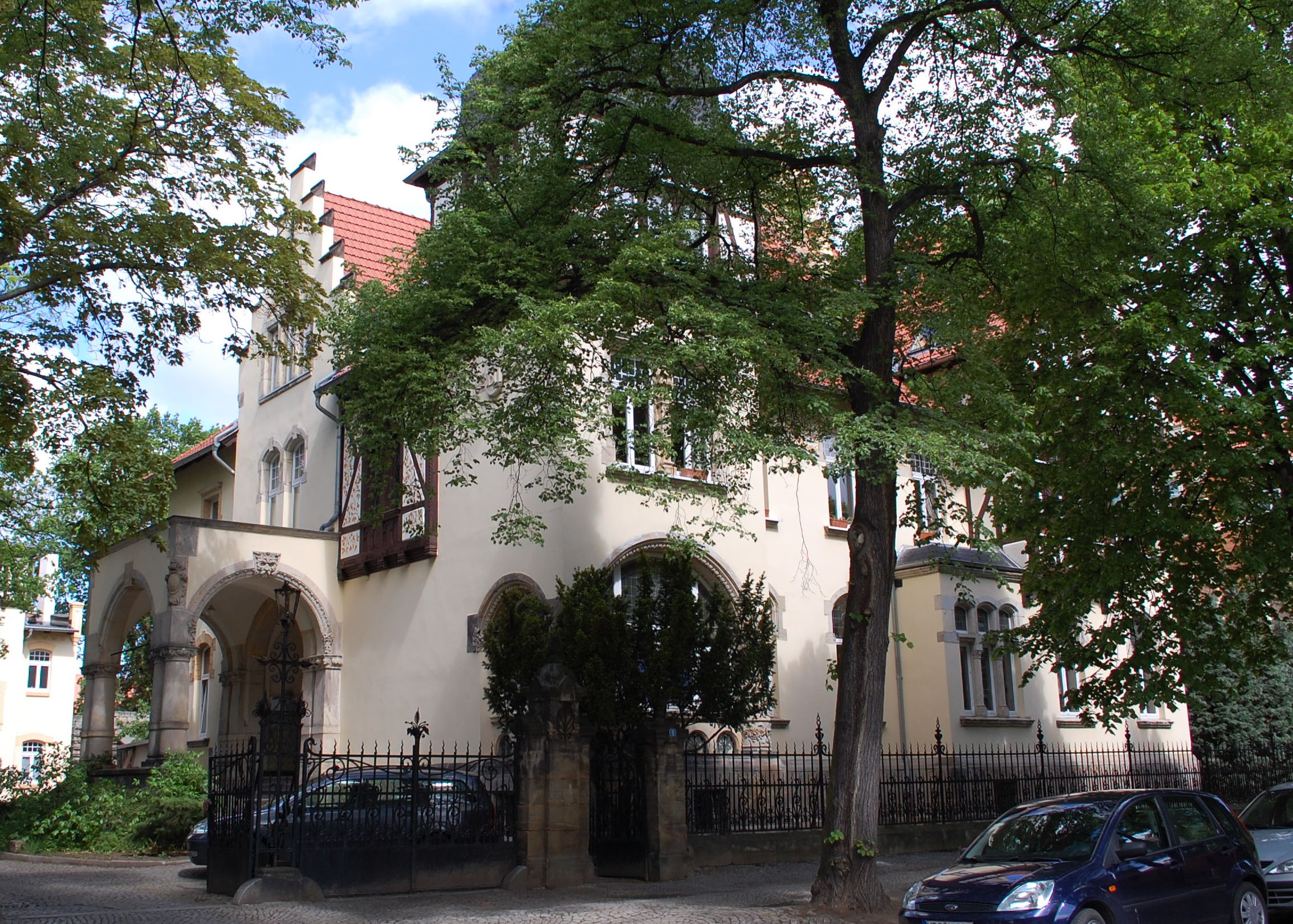
Adelheidstraße 9

Das Haus Adelheidstraße 9 ist eine denkmalgeschützte Villa in der Stadt Quedlinburg in Sachsen-Anhalt.
Die Villa wurde 1901 vom königlichen Baurat Hagemann für den Amtsrat M. Bäntsch gebaut. Das Gebäude wird von einem Eckturm beherrscht. Der Grundriss stellt sich als stark gegliedert dar. Die Fassade ist in historisierenden Formen gestaltet. Das Obergeschoss des Turms und der auf der Straßenseite befindliche, mit einem Krüppelwalmgiebel versehene Erker sind mit historisierendem Zierfachwerk und Sandstein verziert. Das Fachwerk weist sowohl typische Formen des 19. Jahrhunderts, wie brüstungs- und geschosshohe Streben, als auch Fächerrosetten und Fußwinkelhölzer, typische Zierformen des 16. Jahrhunderts auf. Als mittelalterliche Formen sind Schwellen mit Treppenfriesen zu erkennen. 
An der Südseite des Gebäudes befindet sich eine Vorhalle, deren Gestaltung an herrschaftliche Architektur erinnert. Die Architektur der Villa orientiert sich an der Ausführung von Herrenhäusern des 16. und 17. Jahrhunderts. Es wird die Renaissancegestaltung von Fachwerk- und massiven Häusern zitiert.
Auf dem Hof befindet sich ein Dienstbotenhaus und eine Remise deren Architektur an die des Haupthauses angepasst sind.
Auch Teile der wertvollen Innenausstattung in Formen des Historismus und des Jugendstils sind erhalten. So Wand- und Fußbodenfliesen, Bleiverglasungen, Wandmalereien, Vertäfelungen, Balkendecken, Lampen und Türen.
Zum Denkmalensemble gehören auch Teile des Vorgartens und Garten sowie die schmiedeeiserne Umzäunung.